# Krasnaya Zvezda
Krasnaya Zvezda (em russo:  Кра́сная звезда́, transl. Krásnaya Zvezdá, literalmente "Estrela Vermelha") é o jornal oficial do Ministério da Defesa soviético e posteriormente russo. Hoje sua designação oficial é "Órgão Central do Ministério da Defesa da Rússia".
O Krasnaya Zvezda foi criado por decisão do Politburo do Comitê Central do PCR em 29 de novembro de 1923 como órgão de impressão central do Comissariado do Povo de Defesa da URSS para Assuntos Militares (mais tarde Ministério da Defesa da URSS). A primeira edição foi publicada em 1º de janeiro de 1924.